# 陶粒

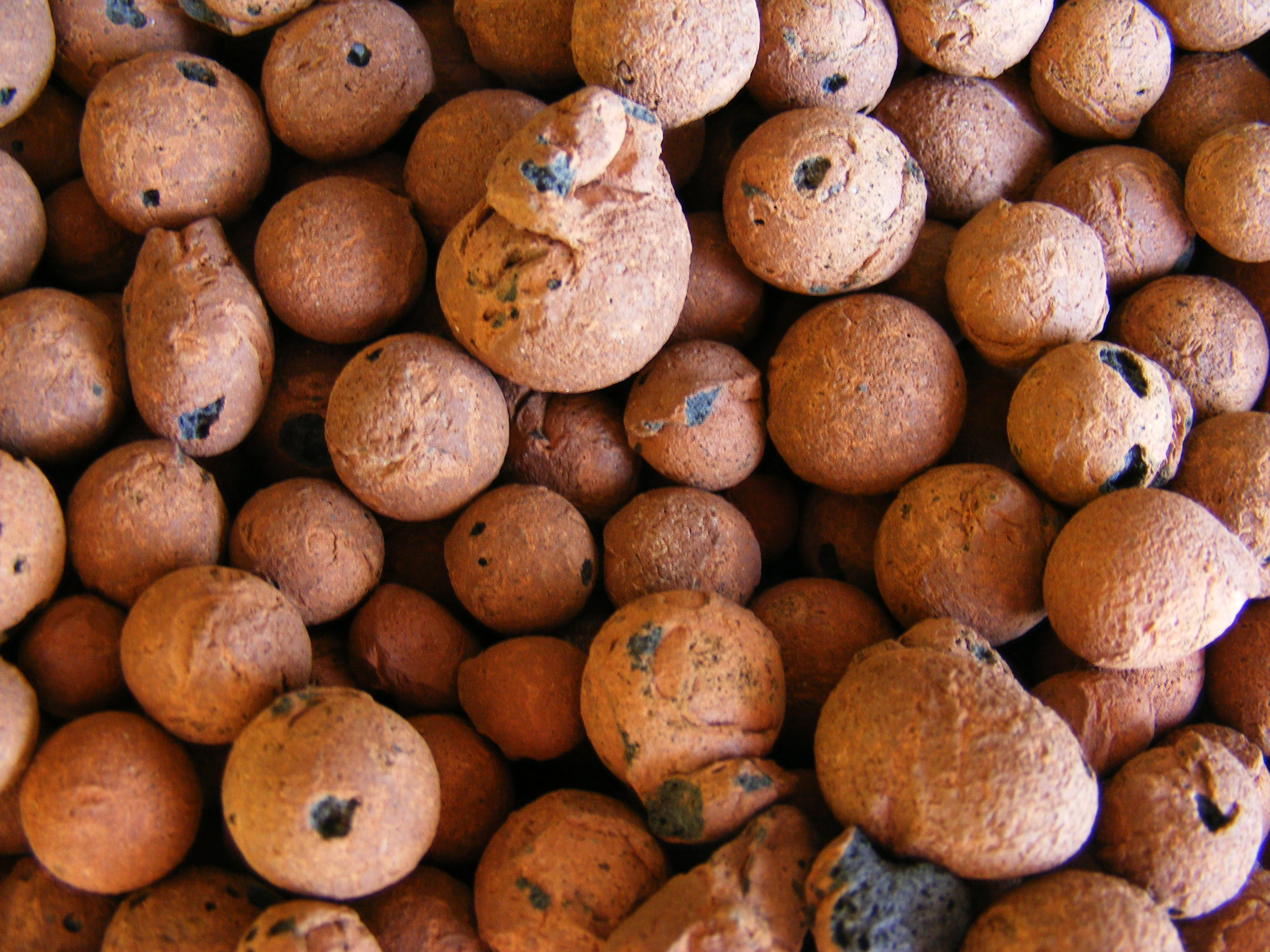
膨胀土

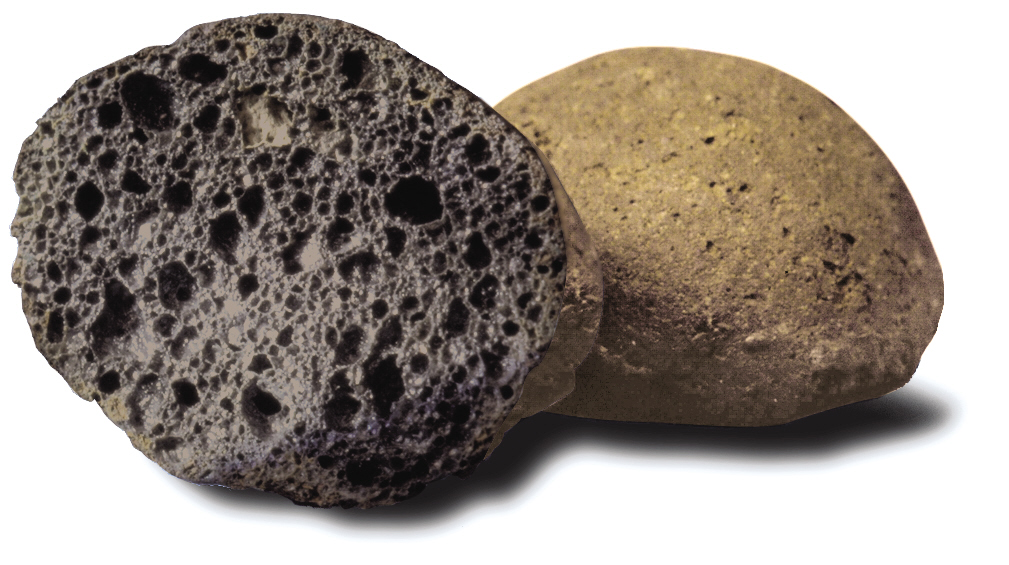
陶珠颗粒

陶珠，又名膨胀粘土、火炼石、發泡煉石，一种质轻有蜂窝状结构的建筑材料，粘土经约1200摄氏度烧制而成。
作為填充物料，陶珠的輕身、耐用、透水及隔熱特性意味着它有多元化的應用。陶珠的种类很多，主要有铝钒土陶粒砂，页岩陶珠、粉煤灰陶珠、粉煤灰陶珠等。
陶珠起源于中国，主要用于建筑行业，虽然隔热性能好，较轻，价格相对低廉，但是在建筑行业的效果还没有得到时间的验证。

## 使用
常見的用途是在混凝土塊、混凝土板、土工填料、輕質混凝土、水處理、魚菜共生和水耕。
陶粒可輕鬆用於植物生長基質。
陶粒是一種通用材料，並在越來越多的應用中得到利用。在建築行業中，它被廣泛用於生產輕質混凝土，砌塊以及預製或鑄成的結構元件（面板，隔板，磚和輕質磚）。陶粒用於對基礎，擋土牆，橋樑橋台等進行結構回填，此外，與傳統材料相比，它可以將土壓力降低75％，並且還可以提高地面穩定性，同時減少沉降和土地變形。陶粒可以排放地表水和地下水，以控制地下水壓力。陶粒灌漿可用於隔熱和隔音的地板（飾面）和屋頂。
陶粒還用於水處理設施中，以過濾和淨化民生廢水和飲用水以及其他過濾過程，包括處理工業廢水和養魚場的過程。
陶粒在農業和景觀中都有應用。它可以改變土壤力學。由於它與其他生長介質（例如土壤和泥炭）混合使用，因此在水培系統中用作生長介質，它可以改善排水，在乾旱期間保持水分，在霜凍期間使根部絕緣，並為根部提供增加的氧含量，從而促進旺盛的生長。陶粒可以與重土混合，以改善其通氣和排水性能。